# Jean Théodore Durosier
Jean Théodore Durosier est un homme politique français né le 24 décembre 1793 à Montbrison (Loire) et décédé le 28 août 1855 au château de la Varenne à Coutouvre (Loire).
Conseiller général, il est député de la Loire de 1834 à 1837 et de 1839 à 1848, siégeant dans la majorité soutenant la monarchie de Juillet.

## Sources
- « Jean Théodore Durosier », dans Adolphe Robert et Gaston Cougny, Dictionnaire des parlementaires français, Edgar Bourloton, 1889-1891 [détail de l’édition]